# Unknown Armies
Unknown Armies – Ein Rollenspiel um Macht und Konsequenzen (kurz UA) ist ein Horror-Rollenspiel-System, das 1998 von John Tynes und Greg Stolze entwickelt wurde und in den USA bei Atlas Games erschienen ist. Im Jahr 2002 wurde eine zweite Ausgabe veröffentlicht, an der nur noch Greg Stolze beteiligt war. 2017 erschien die dritte Edition, an der wiederum nur Stolze mitgearbeitet hat.

## Überblick
Das Spiel behandelt die Suche nach bzw. den Umgang mit dem sogenannten Okkulten Untergrund, einer unwirklichen Welt, umwittert von Gerüchten und Verschwörungen, bevölkert von undurchsichtigen und geheimnisvollen Figuren, die nach Macht oder Wissen streben, einer Welt zwischen Erleuchtung und Wahnsinn. Die Spieler nehmen dabei die Rolle scheinbar ganz gewöhnlicher Leute von der Straße ein, die jedoch eines gemeinsam haben: Ein Schlüsselereignis, das sie empfänglich macht für das Obskure oder Übernatürliche, das ihnen die Augen geöffnet hat, dass es mehr als eine Wahrheit gibt. Diese Leute machen sich im Okkulten Untergrund auf die Suche nach Macht, Erkenntnis oder anderem.
Für den deutschsprachigen Raum existiert seit September 2005 eine deutsche Version der zweiten Edition von Unknown Armies, die von Tim Struck und Michel Strack-Zimmermann in ihrem Vortex Verlag unter der Lizenz von Atlas Games herausgegeben wurde. Sie ist keine einfache Übersetzung des englischen Regelwerks, sondern wurde z. B. wegen der deutlich unterschiedlichen Waffengesetze in den USA und Europa und der Schauplätze in Deutschland mit anderen Vorgaben und neuem Artwork bewusst an deutsche Verhältnisse angepasst.
Unknown Armies basiert auf einem Spielsystem, das sehr einfach gestrickt ist und ohne aufwändige Regelerklärungen auskommt. Es ist ein fertigkeitsbasiertes Prozentsystem, dem kein großes Tabellenwerk zugrunde liegt. Fertigkeiten sind vier Attributen zugeordnet, die deren Maximalwert festlegen. Gewürfelt wird nur dann, wenn wirklich etwas auf dem Spiel steht. Es gibt Basisfertigkeiten, aber keine generelle Fertigkeitenliste. Jeder Spieler wird aufgefordert, die Basisfertigkeiten für seinen Charakter abzuändern und einfach Fertigkeiten zu erfinden, die seinen Charakter am besten beschreiben. Die Spieler definieren ihre Charaktere nicht so sehr über Fertigkeitswerte als über die Fertigkeiten selbst.
Ähnlich wie beim Horror-Rollenspiel Call of Cthulhu stehen durch die Einfachheit des Systems die Regelmechanismen im Hintergrund. Die Handlung, das Szenario und die Spielatmosphäre sind für das Spiel ausschlaggebend, was eine große Herausforderung für den Spielleiter darstellt. Er muss eine lebendige Rahmenhandlung vorgeben, die richtige Stimmung erzeugen und sie erhalten.
Für Interessierte am Spiel gibt es auf der deutschen Webseite von Unknown Armies ein offizielles Preview des Grundregelwerks sowie verschiedene Versionen von Charakterbögen.

## Regeln der zweiten Ausgabe

### Charakterattribute und -fertigkeiten
Jede Fertigkeit (Fallschirmspringen, beidhändig Schreiben, Logarithmen im Kopf lösen etc.) ist einem der vier Attribute Körper, Schnelligkeit, Verstand, Seele zugeordnet; Attribute und Fertigkeiten besitzen dabei Werte zwischen 1 % und 99 %. Um eine Handlung durchzuführen, würfelt man auf die anzuwendende Fertigkeit. Besitzt der Charakter keine passende Fertigkeit, kann der Spielleiter erlauben, auf das entsprechende Attribut zu würfeln; der Charakter wird jedoch nicht so gut abschneiden wie einer, der eine betreffende Fertigkeit besitzt. Als Folge braucht er evtl. länger für die Handlung oder muss andere Nachteile in Kauf nehmen.

### Würfeln
Die Spieler benötigen zwei zehnseitige Würfel, die in aller Regel als sog. Prozentwürfel genutzt werden, d. h. ihre Augenzahl legt eine Zahl zwischen 1 und 100 fest, indem nach vorheriger Festlegung ein Würfel die Zehnerstelle, der andere die Einerstelle darstellt. In seltenen Fällen wird die Summe aus den Augenzahlen gebildet. Wann gewürfelt wird, und wie entscheidend der Wurf ist, bestimmt der Spielleiter.

#### Einfacher Fertigkeitswurf
In entspannten Situationen gelingt ein Fertigkeitswurf in der Regel automatisch, falls der Fertigkeitswert mindestens 15 % beträgt. Eventuell möchte der Spielleiter den Wurf trotzdem sehen, um die Dauer der Handlung festzulegen oder kritische Würfelergebnisse zu berücksichtigen.

#### Entscheidender Fertigkeitswurf
In prekären Situationen, in denen Zeit eine Rolle spielt, oder der Charakter Risiken ausgesetzt ist, erzielt der Spieler nur dann einen Erfolg, wenn er unter oder gleich dem Fertigkeitswert würfelt.

#### Kritischer Patzer
Immer wenn 100 gewürfelt wird (Augenzahlen 0 und 0), tritt ein Patzer auf, d. h. das schlimmstmögliche Ergebnis für die Handlung oder das Ereignis passiert. Selbst die besten Fertigkeits- oder Attributswerte ändern daran nichts.

#### Kritischer Erfolg
Wird eine 1 gewürfelt (Augenzahlen 0 und 1), tritt ein kritischer Erfolg auf, d. h. die Handlung nimmt den bestmöglichen Ausgang. Das bedeutet jedoch nicht, dass unmögliche Handlungen möglich werden.

#### Würfeltausch
In manchen Situationen ist erlaubt, die Augenzahlen bei einem Würfelergebnis zu tauschen. Wurde in einer solchen Situation beispielsweise 8 und 2 gewürfelt, was einer 82 entspricht, könnte der Spieler das Ergebnis in 28 ändern, falls das von Vorteil wäre.

### Charaktereigenschaften
Charaktere in Unknown Armies definieren sich neben Attributs- und Fertigkeitswerten vor allem über drei Charaktereigenschaften: Die Obsession, das Temperament und die Persönlichkeit.

#### Obsession
Die Obsession ist die treibende Kraft hinter dem Charakter, die ihn dazu bringt, im Okkulten Untergrund aktiv zu sein, z. B. Wissensdurst, Musik, Mystik, Körperliche Perfektion oder ein Fetisch. Der Spieler muss sich dazu selbst überlegen, was seinen Charakter motiviert, das zu tun, was er tut.

#### Temperament
Der Charakter besitzt drei Impulse, aus denen sich sein Temperament zusammensetzt: Den Furchtimpuls, den Wutimpuls und den Tugendimpuls. Jeder dieser Impulse kann durch ein vorher festgelegtes Abstraktum oder konkretes Ereignis ausgelöst werden, und kann dadurch eingesetzt werden, um über sich hinauszuwachsen. Löst ein Charakter beispielsweise in einer Situation, die ihn in Wut versetzt, seinen Wutimpuls aus, so kann er bei einem Wurf die Würfel tauschen oder den Wurf wiederholen, um einmal richtig auszuteilen, Regale umzuwerfen oder ähnliches.

#### Persönlichkeit
Mit der Persönlichkeit legt der Spieler abstrakt fest, wie sich der Charakter im Allgemeinen gibt. Beispiele hierfür sind Rollenmodelle wie Guter Bulle, Böser Bulle, Femme Fatale, Der exzentrische Außenseiter etc. Alternativ kann man sich an Figuren, die aus Film und Fernsehen bekannt sind, orientieren, wie Obi-Wan Kenobi als Beispiel für einen abgeklärten, sachlichen und zielorientierten Weisen, den nichts aus der Ruhe bringt, oder Indiana Jones als Beispiel für einen leidenschaftlichen Draufgänger mit Prinzipien.

#### Madness Meters
Ein Spielelement, das Unknown Armies einzigartig macht, ist die Behandlung von Stress und dem Geisteszustand der Spielfiguren. Im Gegensatz zu Call of Cthulhu, bei dem jeder Charakter eine „geistige Stabilität“ hat, die – konfrontiert mit cthulhoiden Monstren – stetig sinkt, bis die Spielfigur ins „Irrenhaus“ eingeliefert werden muss, gibt es bei Unknown Armies fünf madness meters für verschiedene Arten von Stress. Misslingt der Spielerin oder dem Spieler ein Stresswurf, bekommt der Charakter einen Trauma-Punkt, der ihn einer schweren Geisteskrankheit einen Schritt näher bringt. Gelingt der Wurf, erhält er einen Härte-Punkt, der die Abhärtung des Charakters gegenüber einem gewissen Maß an Stress darstellt. Aber auch zu viele Härte-Punkte sind nachteilig, denn damit verliert die Spielfigur nach und nach ihre Menschlichkeit.

## Publikationen
Bisher sind auf Deutsch erschienen:
- 2005: Unknown Armies: Grundregelwerk, Vortex-Verlag. Hardcover, 440 Seiten.
- 2006: Unknown Armies: Spielleiterpaket. Ein Spielleiterschirm mit dem Einsteigerabenteuer Tally Ho, Vortex-Verlag. Booklet, 47 Seiten.
- 2007: Unknown Armies: Schnellschüsse – 5 Szenarien, die unter die Haut gehen!. Eine Szenarioanthologie mit fünf spielfertigen Abenteuern, Vortex-Verlag. Softcover, 128 Seiten.
- 2008: Unknown Armies: Postmoderne Magie – Der Untergrund der Adepten. Quellenbuch, Vortex-Verlag. Limitierte Erstauflage, Hardcover, 192 Seiten.